# Slacktivism
Der Begriff Slacktivism, seltener Clicktivism oder eingedeutscht Klicktivismus, deutsch etwa Faulpelzaktivismus oder Sofa-Aktivismus, bezeichnet eine Form des Aktivismus, welcher ohne besondere Anstrengung und ohne längere Beschäftigung mit dem Gegenstand, zumeist online, nachgegangen wird.

## Etymologie
Der Anglizismus Slacktivism ist ein Kofferwort, entstanden aus der Verschmelzung der zwei englischen Begriffe „slacker“ (dt. „Faulenzer“ oder „Nichtstuer“) und „activism“ (dt. „Aktivismus“). Der Begriff ist ein Pejorativum und in aller Regel abwertend gemeint.

## Inhalte

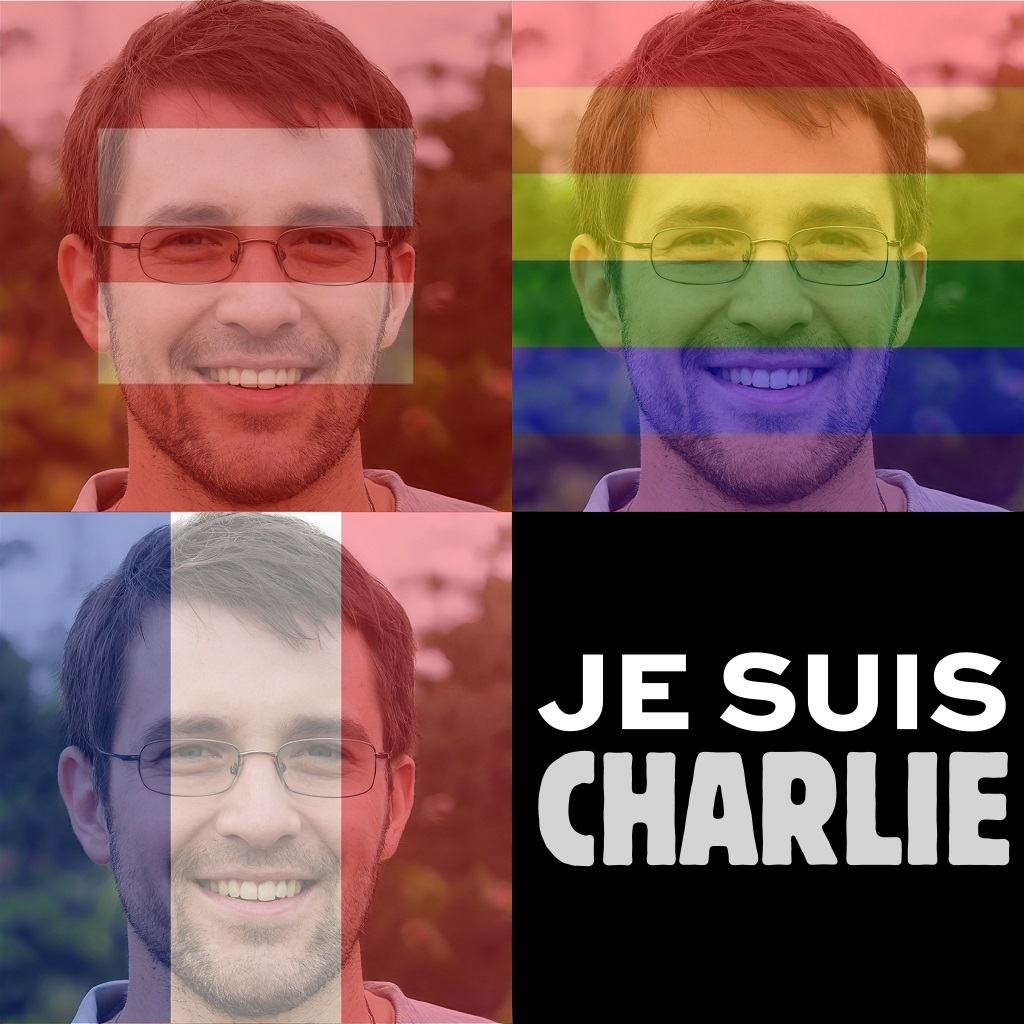
Beispiele für ein im Rahmen von Slacktivism verändertes Profilbild: Das pinkfarbene Gleichheitszeichen und die Regenbogenfahne symbolisieren Unterstützung der gleichgeschlechtlichen Ehe, die französische Flagge und der Slogan „Je suis Charlie“ wurden im Kontext des Anschlags auf Charlie Hebdo verwendet.

Slacktivism tritt oft in Erscheinung im Kontext sozialer Netzwerke und ähnlicher digitaler Plattformen. Nutzer unterstützen eine für gut befundene Sache „bequem“ via digital-öffentlichem und sichtbarem „Klick“, allerdings ohne weiteres Engagement außerhalb der digitalen Sphäre. Es finden keine „realen Protestaktionen“ statt. Kritiker unterstellen, dass solche Handlungen keinerlei politischen oder sozialen Einfluss auf die reale Welt haben:

‘Slacktivism’ is an apt term to describe feel-good online activism that has zero political or social impact. It gives those who participate in ‘slacktivist’ campaigns an illusion of having a meaningful impact on the world without demanding anything more than joining a Facebook group.

„‚Slacktivism‘ ist ein Begriff für sich gut anfühlenden Online-Aktivismus, der null politische oder soziale Auswirkungen hat. Er erzeugt bei denjenigen, die an ‚slacktivistischen‘ Kampagnen teilnehmen die Illusion, einen nennenswerten Einfluss auf die Welt zu haben, ohne dem einzelnen mehr abzuverlangen, als einer Facebook-Gruppe beizutreten.“

Der Tagesspiegel schreibt: „Auf dem Sofa fläzen, klicken, „Slacktivism“ statt harter, konkreter Aktion.“ Die Süddeutsche Zeitung spricht von „einer Beteiligung für Bequeme (slacker), die sich in einem Gefällt-mir-Klick schon erschöpft hat“ und die Berliner Zeitung nennt die Synonyme „Faulpelzaktivismus“ und „Sofa-Aktivismus“.

„Beim Fernsehen nebenher mal einen Text über Klimaschutz mit ‚Gefällt mir‘ versehen: Das wird als Clicktivism oder Slacktivism bezeichnet; die englischen Kofferwörter stehen für click activism, Klick-Aktivismus, und slacker activism, Faulenzer-Aktivismus. Man muss sich nicht mit Argumenten auseinandersetzen, wenn man schnell etwas likt, man kann einer Laune nachgeben, kann sein Gewissen beruhigen - fertig.“

Zudem ist Slacktivism oft ein Akt der Selbstdarstellung: so „geht es zu einem gewissen Grad darum, vor Freunden und Bekannten Eindruck zu schinden“.
Als Gegenteil von Slacktivism wird Engagement bezeichnet, „bei dem es um mit den eigenen Wertvorstellungen und Überzeugungen konsistentes Verhalten geht“.
Eine Studie mit 1345 Teilnehmern kam 2013 zu dem Ergebnis, dass 93,3 % der Teilnehmer schon einmal eine als Slacktivism kategorisierte Tätigkeit durchgeführt hatten. Am häufigsten vertreten war das Liken und Teilen von Posts von Non-Profit-Organisationen (64,4 % bzw. 51,3 %), gefolgt vom Unterschreiben von Online-Petitionen (47,9 %). Nur 3,3 % wechselten ihr Profilbild mindestens einmal pro Woche zugunsten einer Non-Profit-Organisation. Primär untersuchte die Studie die Lebenszufriedenheit der Teilnehmer. Sie kam zu dem Ergebnis, dass Slacktivism die Lebenszufriedenheit negativ beeinflusste; Probanden, die viel Slacktivism betrieben, waren weniger zufrieden.

## Beispiele
- Kritiker werten das Erstellen und Unterzeichnen von Online-Petitionen wie etwa auf der Plattform change.org als Slacktivism.[1]
- Nach dem Todesfall George Floyd posteten viele Menschen online im Rahmen eines „Black Tuesday“ ein komplett schwarzes Bild.[10] Die Süddeutsche Zeitung wertete die Aktion als ein Beispiel für Slacktivism: „Man beschäftigt sich schnell mit den Belangen einer diskriminierten Bevölkerungsgruppe und kurz darauf wieder mit Naturwein und schönen Schälchen. Inzwischen ist der Protest via Smartphone aber auch aktiv schädlich für die Sache, für die man vermeintlich eintreten will. Denn durch die schwarzen Bildkacheln wurden tatsächlich wichtige Informationen über das Live-Geschehen der Proteste, Spendenaufrufe und weitere Dokumentationen von Polizeigewalt komplett überdeckt.“[3]
- Ebenfalls als Slacktivism bezeichnet wird „die allwöchentliche Veränderung des Facebook-Profilbildes für eine jeweils wechselnde politische Agenda“.[11] So rief beispielsweise die Human Rights Campaign 2013 dazu auf, das Profilbild durch ein rosafarbenes Gleichheitszeichen auf rotem Hintergrund zu ergänzen, um seine Unterstützung für die gleichgeschlechtliche Ehe auszudrücken.[12]
- Das Posten, Teilen oder Weiterleiten von Kettenbriefen wird ebenfalls als Slacktivism eingeordnet.